# Moise Amyraut
Moise Amyraut (aportuguesado Moisés Amiraldo) (Bourgueil, 1 de setembro de 1596 – Saumur, 8 de janeiro de 1664) foi um ministro e teólogo huguenote francês.
Nascido em Bourgueil, vale de Changeon na província Anjou, filho de um advogado iria seguir a profissão paterna, estudando humanidade em Orléans e direito e Poitiers.
Um dia, ao retornar a sua casa passou por Saumur, onde havia um seminário protestante. Admirado pela sua lógica e eloquência, os docentes de Saumur convenceram a Amyraut a trocar o direito pela teologia. Ao se formar foi nomeado professor em Saumur em 1633. O enciclopedista Pierre Bayle registra uma bibliografia de 32 títulos escritos por Amyraut.
Amyraut representou os protestantes franceses diante do rei em 1631 e buscava firmar alianças internacionais com luteranos alemães e puritanos ingleses. William Penn foi um dos influenciados pela sua tese de liberdade religiosa. Ao buscar um compromisso comum com o luteranismo sobre a predestinação, desenvolveu sua forma moderada de teologia reformada, também chamada de amiraldismo ou universalismo hipotético.